# Leptopeza ruficollis
Leptopeza ruficollis är en tvåvingeart som först beskrevs av Johann Wilhelm Meigen 1820.  Leptopeza ruficollis ingår i släktet Leptopeza och familjen puckeldansflugor. Inga underarter finns listade i Catalogue of Life.